# Четін Геннадій Тимофійович
Четін Геннадій Тимофійович (1 лютого 1943 — 2002) — радянський важкоатлет.
Бронзовий призер Олімпійських Ігор 1972 року в легшій вазі, учасник 1968 року.
Чемпіон світу 1971 року в легшій вазі, бронзовий призер 1972 року в легшій вазі.
Срібний призер Чемпіонату Європи 1971 року в легшій вазі.